# Хрюкін Тимофій Тимофійович
Хрю́кін Тимофі́й Тимофі́йович (рос. Хрюкин Тимофей Тимофеевич; 8 (21) червня 1910 — 19 липня 1953) — радянський воєначальник Військово-повітряних сил СРСР періоду німецько-радянської війни, генерал-полковник авіації. Двічі Герой Радянського Союзу (1939, 1945).

## Біографія
Народився 8 (21) червня 1910 року в місті Єйську Кубанської області (нині — Краснодарський край) в сім'ї каменяря. Росіянин. Член ВКП(б) з 1929 року.
З 8-річного віку почав наймитувати. Згодом працював вантажником, чорноробом, молотобійцем у залізничному депо. Після закінчення вечірньої школи навчався на робітфаці.
У 1932 році за партійним набором призваний до лав РСЧА. Закінчив Луганську авіаційну школу в 1933 році.
Проходив військову службу в частинах бомбардувальної авіації: спочатку молодшим льотчиком 5-ї легкобомбардувальної авіаескадрильї, потім — старшим льотчиком 10-ї швидкісної бомбардувальної авіаескадрильї.
З серпня 1936 по березень 1937 року добровольцем брав участь в Громадянській війні в Іспанії, за що нагороджений орденом Червоного Прапора.
Після повернення з Іспанії командував авіаційною ланкою, а з серпня 1937 року — загоном у 14-й швидкісній бомбардувальній ескадрильї.
У серпні 1938 року відряджений до Китаю, де командував бомбардувальною ескадрильєю, потім авіагрупою. Здійснив близько 100 бойових вильотів на бомбардування позицій японських військ. Очолював групу літаків, що здійснила авіаційний наліт на аеродром супротивника на Тайвані. Згодом група з 12 бомбардувальників під орудою Т. Т. Хрюкіна потопила японський авіатранспорт. За цю операцію був нагороджений китайським орденом.
У 1939 році закінчив курси удосконалення вищого командного складу при Академії Генерального штабу РСЧА. З лютого 1939 року — командир 10-ї швидкісної бомбардувальної авіаційної бригади в Київському особливому військовому окрузі. З листопада 1939 року — начальник відділу бомбардувальної авіації льотно-технічної інспекції Управління ВПС РСЧА.
Під час радянсько-фінській війні 1939—1940 років командував ВПС 14-ї армії.
У травні 1940 року призначений заступником генерал-інспектора ВПС РСЧА. з травня 1940 року — комдив, з червня 1940 року — генерал-майор авіації. 27 травня 1941 року призначений командувачем ВПС 12-ї армії Київського ОВО.
Учасник німецько-радянської війни з червня 1941 року. Воював на Південно-Західному фронті. У серпні 1941 року призначений командувачем ВПС Карельського фронту.
У червні 1942 року призначений командувачем ВПС Південно-Західного фронту, згодом переформованих у 8-му повітряну армію. Під командуванням Т. Т. Хрюкіна авіатори фронту воювали під Харковом, Сталінградом, Ростовом-на-Дону, у Криму. 17 березня 1943 року присвоєне військове звання «генерал-лейтенант авіації».
З липня 1944 року й до кінця війни — командуючий 1-ю повітряною армією 3-го Білоруського фронту. 11 травня 1944 року Т. Т. Хрюкіну присвоєне військове звання «генерал-полковника авіації».
30 липня 1946 року призначений заступником Головнокомандуючого ВПС з бойової підготовки. З 11 липня 1947 року — командувач Бакинським округом ППО, а після його реорганізації у квітні 1949 року — командувач Бакинським районом ППО.
У 1950 році закінчив Вищу військову академію імені К. Є. Ворошилова.
З вересня 1950 року — заступник Головнокомандуючого ВПС по військово-навчальним закладам.
Помер 19 липня 1953 року. Похований на Новодівичому цвинтарі в Москві.

## Нагороди
Указом Президії Верховної Ради СРСР від 22 лютого 1939 року за зразкове виконання спеціальних завдань радянського уряду та виявлений при цьому героїзм, полковник Хрюкін Тимофій Тимофійович удостоєний звання Героя Радянського Союзу з врученням ордена Леніна і медалі «Золота Зірка» (№ 127).
Указом Президії Верховної Ради СРСР від 19 квітня 1945 року за вміле командування повітряною армією, особисту мужність і відвагу, генерал-полковник авіації Хрюкін Тимофій Тимофійович нагороджений другою медаллю «Золота Зірка» (№ 38/II).
Також нагороджений трьома орденами Червоного Прапора (1937, 1940, 1953), орденами Суворова 1-го (1944) та 2-го (1943) ступенів, двома орденами Кутузова 1-го ступеня (1943, 1944), орденами Богдана Хмельницького 1-го ступеня (1944), Вітчизняної війни 2-го ступеня (1942), Червоної Зірки (1947), медалями, іноземними нагородами.

## Пам'ять

Пам'ятна дошка у Білій Церкві у колишньому військовому містечку «Гайок»

У місті Єйську Краснодарського краю встановлено бронзове погруддя Т. Т. Хрюкіна.
Його ім'ям названо вулиці у Севастополі, Волгограді, Єйську й станиці Привільна Канівського району Краснодарського краю.
У місті Москві на будинку, в якому він жив, встановлена меморіальна дошка.